# Erikslund (Ånge)
Erikslund is een plaats in de gemeente Ånge in het landschap Medelpad en de provincie Västernorrlands län in Zweden. De plaats heeft 121 inwoners (2005) en een oppervlakte van 50 hectare. De plaats ligt aan het meer Borgsjön, circa 15 kilometer ten oosten van de plaats Ånge.